# 後藤安彦
後藤 安彦（ごとう やすひこ、1929年5月28日 - 2008年2月16日）は、日本の翻訳家、歌人。本名は二日市 安。

## 人物・来歴
兵庫県西宮市生れ。
生来の脳性麻痺のため、堺市立熊野国民学校卒業後は自宅で暮らす。少年期から青年期にかけては幽閉同然に大分県で育った。1958年に桐三樹夫の推挙で短歌結社「中央線」入会。1964年に結社新人賞、1972年に作品賞を受賞。数か国語を独学で学び、翻訳家となる。ジョン・ガードナーやトマス・チャステイン（Thomas Chastain）など、推理小説を翻訳。障害者運動にも積極的に活動した。「車椅子の国会議員をつくる会」を立ち上げて代表をつとめようとしたこともあるが、すぐにつぶれたという。
代表的な著書に、妻であった小説家の仁木悦子をつづったエッセイ『猫と車イス 思い出の仁木悦子』がある。
また足利光彦の筆名でポルノ小説の翻訳をしていた。

## 著書
- 『沈め夕陽 歌集』（中央線事業部） 1973
- 『私的障害者運動史』（二日市安名義、たいまつ新書） 1979.11
- 『逆光の中の障害者たち 古代史から現代文学まで』（千書房） 1982.6
- 『猫と車イス 思い出の仁木悦子」（早川書房） 1992.11
- 『障害者』（現代書館） 1995
- 『短歌でみる日本史群像』（現代書館） 2003.3

## 翻訳
- 『ペーパーバック・スリラー』（リン・メイヤー、早川書房） 1977.3
- 『ワインは死の香り』（リチャード・コンドン、早川書房） 1977.10、のち文庫
- 『明日への滑走路』（ロバート・J・サーリング、早川書房） 1979.5
- 『オパールは死の切り札』（リチャード・コンドン、早川書房） 1980.1、のち文庫
- 『ロマノフ家の金塊』（ブライアン・ガーフィールド、早川書房） 1983.4、のち文庫
- 『青銅ランプの呪』（カーター・ディクスン、創元推理文庫） 1983.12
- 『十五時間の核戦争』（ウィリアム・プロクノー、ハヤカワ文庫） 1985.11
- 『イリューシン18の脱出』（ジェラルド・シーモア、ハヤカワ文庫） 1986.6
- 『サン・アンドレアス号の脱出』（アリステア・マクリーン、早川書房） 1986.10
- 『誕生パーティの17人』（ヤーン・エクストレム、創元推理文庫） 1987.1
- 『ゴールド1 / 密室』（ハーバート・レズニコウ、創元推理文庫） 1987.9
- 『裏切りの暗殺集団』（ジェームズ・パタースン、文春文庫） 1987.3
- 『影の帝国を撃て』（ジョン・ヘイル、ハヤカワ文庫） 1987.9
- 『シャドー・マフィア』（ジャスティン・スコット、角川文庫） 1987.10
- 『ゴールド2 / 死線』（ハーバート・レズニコウ、創元推理文庫） 1988.12
- 『狩られる男』（J・K・メイオ、ハヤカワ文庫） 1988.8
- 『レストレード警部と三人のホームズ』（M・J・トロー、新潮文庫） 1989.5
- 『狼の首』（J・K・メイオ、ハヤカワ文庫） 1989.10
- 『第二の深夜』（アンドルー・テイラー、文春文庫） 1990.4
- 『ロシアン・メッセージ』（ジャスティン・スコット、角川文庫） 1990.1
- 『<大天使>作戦を撃破せよ』（ニック・クック、早川書房） 1991.7
- 『クラム・ポンドの殺人』（ダグラス・カイカー、新潮文庫） 1991.7
- 『オイル・タンカー炎上す』（ブライアン・キャリスン、ハヤカワ文庫） 1991.4
- 『反撃の海峡』（ジャック・ヒギンズ、早川書房） 1992.1、のち文庫
- 『大統領候補の犯罪』（ダグラス・カイカー、新潮文庫） 1992.9
- 『タイタニックに何かが』（ロバート・J・サーリング、早川書房） 1992.10.
- 『ファーザーランド』（ロバート・ハリス、文春文庫） 1992.11
- 『特殊作戦ヘリ、侵入せよ』（ニック・クック、ハヤカワ文庫） 1993.6
- 『プリッツィズ・ファミリー』（リチャード・コンドン、新潮文庫） 1993.3
- 『聖戦への鍵』（ゴードン・トマス、ハヤカワ文庫） 1993.4
- 『P47サンダーボルト戦闘機隊 名戦闘機隊長ゼムケ大佐、語る』（ロジャー・A・フリーマン、早川書房） 1994
- 『客船ブラック・シー応答なし』（リチャード・セットロウ、ハヤカワ文庫） 1994.3
- 『最後の目撃者』（スティーヴン・サイクス、ハヤカワ文庫） 1995.7
- 『暗号機エニグマへの挑戦』（ロバート・ハリス、新潮文庫） 1996.9
- 『ラスト・ドン』（マリオ・プーヅォ、早川書房） 1996.12、のち文庫
- 『灰の中の名画』（フィリップ・フック、ハヤカワ文庫） 1996.5
- 『ジェニーのいた庭』（ダグラス・プレストン、ハヤカワ文庫） 1997.6
- 『星条旗への謀叛』（デイヴィッド・キャラハン、早川書房） 1997.10
- 『言いなりになった女 夫の連続レイプ殺人を助けた妻』（スコット・バーンサイド,アラン・ケアンズ、ハヤカワ文庫） 1998
- 『マクマホン・ファイル』（ジョーン・ディディオン、文藝春秋） 1998.7
- 『オイディプースの放浪 テーバイへの道』（ヘンリー・トリース、創元推理文庫） 1999.2
- 『アルハンゲリスクの亡霊』（ロバート・ハリス、新潮文庫） 2000.5
- 『怪しい科学者の実験ガイド スライムから反重力機械まで、一味違う工作教えます』（ジョーイ・グリーン、ハヤカワ文庫） 2003.3

### トマス・チャステイン
- 『パンドラの匣』（トマス・チャステイン、早川書房） 1978.1、のち文庫
- 『ダイヤル911』（トマス・チャステイン、早川書房） 1978.4、のち文庫
- 『マンハッタンは闇に震える』（トマス・チャステイン、早川書房） 1980.12
- 『16分署乗取り』（トマス・チャステイン、早川書房） 1981.11
- 『子供たちの夜』（トマス・チャステイン、早川書房） 1983
- 『誰がロビンズ一家を殺したか?』（トマス・チャステイン,ビル・アドラー、早川書房） 1984.1
- 『ロビンズ一家の復讐』（トマス・チャステイン,ビル・アドラー、早川書房） 1984.10

### レン・デイトン
- 『爆撃機』（レン・デイトン、早川書房） 1979.11
- 『SS - GB』（レン・デイトン、早川書房） 1980.9、のち文庫
- 『スパイ・ストーリー』（レン・デイトン、早川書房） 1981.9、のち文庫
- 『トゥインクル・トゥインクル・リトル・スパイ』（レン・デイトン、早川書房） 1984.5、のち文庫
- 『グッバイ、ミッキー・マウス』（レン・デイトン、ハヤカワ文庫） 1985.3
- 『宣戦布告』（レン・デイトン、ハヤカワ文庫） 1990.5

### ジョン・ガードナー
- 『裏切りのノストラダムス』（ジョン・ガードナー、創元推理文庫） 1981.7
- 『ベルリン二つの貌』（ジョン・ガードナー、創元推理文庫） 1982.11
- 『沈黙の犬たち』（ジョン・ガードナー、創元推理文庫） 1984.6
- 『独立戦争ゲーム』（ジョン・ガードナー、文春文庫） 1986.6
- 『不死身な奴はいない』（ジョン・ガードナー、文春文庫） 1988.7
- 『消されたライセンス』（ジョン・ガードナー、文春文庫） 1989.8
- 『覚悟はいいかね、ボンド君』（ジョン・ガードナー、文春文庫） 1991.2
- 『スコーピアスの謎』（ジョン・ガードナー、文春文庫） 1992.8
- 『ミソサザイ作戦準備完了』（ジョン・ガードナー、文春文庫） 1994.11
- 『紳士らしく死ね』（ジョン・ガードナー、文春文庫） 1995.10
- 『マエストロ』（ジョン・ガードナー、創元推理文庫） 1995.7
- 『ゴールデンアイ』（ジョン・ガードナー、文春文庫） 1995.12

### 「目で見る世界の国々」シリーズ
- 『オーストリア』(トム・ストライスグス、国土社、目で見る世界の国々） 1993
- 『オランダ』(メアリー・M・ロジャーズ、国土社、目で見る世界の国々） 1994.2
- 『ベルギー』(メアリー・M・ロジャース、国土社、目で見る世界の国々) 1995.2
- 『ポーランド』(トム・ストライスグス、国土社、目で見る世界の国々)  1995.2
- 『ノルウェー』(グレッチェン・ブラットヴォルド、国土社、目で見る世界の国々) 1996.1
- 『ルーマニア』(トム・ストライスグス、国土社、目で見る世界の国々) 1996.1
- 『デンマーク』(フィリス・L・シュスター、国土社、目で見る世界の国々) 1996.2
- 『アイスランド』(メアリー・M・ロジャース、国土社、目で見る世界の国々)  1996.9
- 『ブルガリア』(メアリー・M・ロジャース、国土社、目で見る世界の国々)  1998.12

### 足利光彦名義
- 『ペピの体験』（フェリックス・ザルテン、富士見ロマン文庫） 1977.7
- 『みだらな女』（富士見ロマン文庫） 1978.6
- 『パール傑作選 2』（富士見ロマン文庫） 1979.10
- 『禁断の果実』（富士見ロマン文庫） 1981.3
- 『愛欲のロマンス』上・下（富士見ロマン文庫） 1984.12
- 『肉蒲団』上・下（李笠翁、富士見ロマン文庫） 1986.5